# Politikens filmjournal 090
|  | Denne artikel er oprettet af botten Steenthbot ud fra en ekstern database. Den kan derfor have sproglige fejl eller mangler. Denne skabelon kan fjernes efter kontrol af indholdet. |

Politikens filmjournal 090 er en dansk dokumentarisk optagelse fra 1951.

## Handling
1) Hellerup Sejlklubs juniorafdeling fejrer 25 års jubilæum i Hellerup Havn. 11 nye både bliver døbt.

2) England: Kong George VI åbner festivalen 'Festival of Britain'. Den engelske kongefamilie besøger udstillingerne.

3) England: Kong Frederik IX og dronning Ingrid besøger England. Afrejsen fra Esbjerg og ankomsten til Dover, England. Den engelske kongefamilie tager imod på Victoria Station i London. Køretur gennem Londons gader.

## Medvirkende
- Kong Frederik IX
- Dronning Ingrid